# Stomphastis adesa
Stomphastis adesa är en fjärilsart som beskrevs av Paolo Triberti 1988. Stomphastis adesa ingår i släktet Stomphastis och familjen styltmalar.
Artens utbredningsområde är:
- Madagaskar.
- Nigeria.

Inga underarter finns listade i Catalogue of Life.